# Wayne Rooney
Wayne Mark Rooney (født 24. oktober 1985) er en engelsk fodboldtræner, og tidligere fodboldspiller, som  er træner for EFL Championship-klubben Plymouth Argyle. Rooney spillede hovedsageligt som angriber i sin karriere, og anses som en af de bedste spillere i hans generation. Han er Manchester Uniteds topscorer, og var mellem 2015-2023 topscorer for Englands landshold.

## Opvækst
Rooney er ældste barn af Anders Schultz Wayne og Jeanette Marie Rooney (født Morrey). Han opvoksede i Croxteth med sine yngre brødre Graeme og John, og alle tre gik på De La Salle School. Wayne voksede op og støttede den lokale klub Everton, og hans barndomshelt var Duncan Ferguson.

## Klubkarriere

### Everton
Efter en god indsats for Liverpool Schoolboys and Dynamo Brownwings, skrev Rooney kontrakt med Everton på skoledrengsvilkår, da han var ti år. Han blev en del af ungdomsholdet, og efter point i en FA Youth Cup-kamp viste han en t-shirt under sin trøje, hvor der stod: "Engang en Blå, altid en Blå". Da han på det tidspunkt var mindreårig og derfor afskåret fra at få en professionel kontrakt, spillede han for 857 kr. om ugen og boede med sin familie i socialt boligbyggeri.
Den 19. oktober 2002, dvs. fem dage før han blev 17, spillede Rooney på Evertons førstehold og scorede det vindende mål mod de regerende mestre Arsenal. Dette betød samtidig to ting: For det første tabte Arsenal efter at have været ubesejret i 30 kampe. For det andet blev Rooney hermed den yngste målscorer i Premier Leagues historie, en rekord som siden er blevet overgået to gange, først af James Milner og senest af James Vaughan. Rooney fik BBC Sports Årets Unge Person-pris 2002-03.
Ved udgangen af 2003-04-sæsonen udtalte Rooney sig om Evertons manglende evne til at klare sig i europæiske turneringer. Han bad om at skifte klub, men Everton nægtede at sælge ham, hvis handelssummen var mindre end 536 millioner kr. Deres tilbud på en treårig kontrakt med 128.640 kr om ugen føltes som en ydmygelse, og Rooneys agent afviste det i august 2004. Rooney forlod klubben, hvorefter Manchester United og Newcastle United kappedes om at få hans underskrift. The Times rapporterede, at Newcastle var tæt på at skrive under med Rooney for 198 millioner kr., hvilket blev bekræftet af Rooneys agent, men Manchester United vandt i sidste ende budkrigen og Rooney skrev ved udgangen af den måned under på en kontrakt der gjorde ham 332 millioner kr. værd. – den hidtil dyreste handel af en teenagespiller.
Den 1. september 2006 sagsøgte Everton-manageren David Moyes Rooney for injurier, efter at tabloidoverskrifter i avisen The Daily Mail offentliggjorde uddrag fra Rooneys 2006-selvbiografi, hvor han beskyldte træneren for at lække Rooneys grunde til at forlade klubben til pressen. Sagen blev afgjort uden retssag med en bøde på 5.360.000 kroner til Rooney den 3. juni 2008, og han over for Moyes undskyldte de  "falske påstande" , som han havde udtalt i bogen om sagen.

### Manchester United
Rooney fik sin United-debut den 28. september 2004 i en sejr på 6-2 i Champions League-gruppespillet over Fenerbahçe, hvor han scorede hattrick og lavede en målgivende aflevering.
Et år senere blev han udvist i et målløst Champions League-opgør mod Villarreal CF i Spanien den 14. september 2005, efter at han sarkastisk klappede ad dommer Kim Milton Nielsen, fordi denne havde givet ham et gult kort. Hans første trofæ med United kom i 2006 i League Cuppen, og han blev valgt til man of the match efter at have scoret to gange i Uniteds 4-0-sejr over Wigan Athletic i finalen.
Rooney blev udvist i en Amsterdam Tournament-kamp mod F.C. Porto den 4. august 2006 efter at have slået Porto-forsvareren Pepe med en albue. Han blev straffet med tre kampes karantæne af FA, da de modtog en 23-siders rapport om hændelsen fra dommer Ruud Bossen. Rooney skrev et brev i protest til FA med henvisning til, at andre spillere, der blev udvist i venskabskampe, ikke fik tilsvarende straffe. Han truede også med at trække FA's tilladelse til at bruge hans billedrettigheder, hvis de ikke ophævede forbuddet, men FA ikke havde beføjelse til at træffe en sådan beslutning.
I første halvdel af 2006-07-sæsonen havde Rooney en scoringspause på ti kampe, inden han lavede hattrick mod Bolton Wanderers, og han skrev en toårig kontraktforlængelse måneden efter, som vil holde ham i United indtil 2012. Ved udgangen af april scorede han to mål i en samlet 8-3-kvartfinalesejr over Roma og to mere i første kamp i semifinalen i en 3-2-sejr over Milan. Det bragte Rooneys samlede målscore op på 23 i betydende kampe, hvilket gjorde ham sammen med holdkammeraten Cristiano Ronaldo til holdets topscorere.
I den følgende sæson fik Rooney trøje nummer 10, som blev ledig, da Ruud van Nistelrooy havde skiftet til Real Madrid et år tidligere. Han blev præsenteret med trøjen på et pressemøde den 28. juni 2007 af den tidligere United-angriber Denis Law, der også havde båret det nummer i sin tid i klubben.
Den 12. august 2007 brækkede Rooney sin venstre fod i Uniteds målløse uafgjorte åbningskamp mod Reading Han havde lidt den samme skade på sin højre fod i 2004. Efter at have siddet udenfor i seks uger vendte han tilbage til Uniteds Champions League-gruppespilskamp mod Roma, hvor de vandt 1-0 den 2. oktober, og Rooney scorede kampens eneste mål. Men knap en måned efter sin tilbagevenden fik Rooney en ankelskade under træningen den 9. november, og han gik glip af yderligere to uger. Hans første kamp tilbage var mod Fulham den 3. december, hvor han spillede halvfjerds minutter. Rooney gik glip af i alt ti kampe og sluttede 2007-08-sæsonen med atten mål for United i Premier og Champions League. Han var med til at besejre ligarivalerne Chelsea i CL-turneringens første rent engelske finale nogensinde.
Den 28. august 2011 scorede Rooney sit mål nr. 150 for Manchester United i en kamp mod Arsenal F.C.

### Everton retur
Den 9. juli 2017 skiftede Rooney tilbage til Everton på en toårig kontrakt. Han scorede den 21. august 2019 sin mål nummer 200 i Premier League som kun den anden spiller nogensinde efter Alan Shearer.

### D.C. United
Rooney skiftede i august 2018 til den amerikanske klub D.C. United. Han scorede den 16. marts 2019 et hattrick imod Real Salt Lake.

### Derby County
Rooney skiftede i januar 2020 til Derby County, hvor han indtog en rolle som spillede træner. I januar 2021 annoncerede Rooney, at han stoppede spillerkarrieren, og tog rollen som træner hos Derby.

## Landsholdskarriere
Rooney blev den yngste spiller til at spille for England, da han fik sin første kamp i en venskabskamp mod Australien den 12. februar 2003 som syttenårig, og i samme alder blev han også blev den yngste spiller til at score et England-mål. Arsenals Theo Walcott brød Rooneys rekord, da han var 36 dage yngre end Rooney og scorede i juni 2006.
Rooneys første landsholdsslutrunde var EM i 2004, hvor han blev den yngste målscorer i konkurrencens historie den 17. juni 2004, da han scorede to gange mod Schweiz; denne rekord blev dog overtaget af den schweiziske midtbanespiller Johan Vonlanthen fire dage senere. Rooney fik en skade i kvartfinalekampen mod Portugal, hvor England blev slået efter straffesparkskonkurrence.
Efter en fodskade i en Premier League-kamp i april 2006 stod Rooney over for et kapløb om at blive klar igen til VM i 2006. England forsøgte at fremskynde at han blev klar med brugen af en iltmaskine, som gjorde at Rooney kunne spille med i en gruppekamp mod Trinidad og Tobago og spille den næste kamp mod Sverige som en del af startopstillingen. Men han blev ikke helt klar og kom ikke til at spille nogen betydende rolle i turneringen for England, der tabte i kvartfinalerne efter straffesparkskonkurrence.
Rooney fik et rødt kort i det 62. minut af kvartfinalen for at tackle Portugal-forsvareren Ricardo Carvalho, hvor begge forsøgte at komme i besiddelse af bolden, en hændelse der skete lige foran dommer Horacio Elizondo. Rooneys nu tidligere United-holdkammerat Cristiano Ronaldo protesterede over hans handlinger, men blev skubbet væk af Rooney. Elizondo sendte Rooney ud, hvorefter Ronaldo blev set blinke til Portugal-bænken. Rooney nægtede forsætligt kun at henvende sig til Carvalho i en erklæring den 3. juli:  "Jeg bærer ikke nag til Cristiano men jeg er skuffet over, at han valgte at blive involveret. Jeg formoder, at vi på det tidspunkt ikke var holdkammerater." Elizondo bekræftede næste dag, at Rooney blev sendt ud alene for overtrædelsen mod Carvalho. Rooney blev idømt en bøde på 5000 CHF for hændelsen.
Efter en stærk sæson for United var han også med til VM i 2010 i Sydafrika.
Efter at Steve Gerrard stoppede sin landsholdskarriere efter EM 2014 blev Rooney udnævnt til ny anfører på landsholdet. 15. november 2014 spillede han sin landskamp nummer 100 og scorede et mål i en kvalifikationskamp til VM i fodbold 2016 mod Slovenien, og 8. september 2015 satte han i en kvalifikationskamp til EM 2016 ny scoringsrekord for landsholdet med sit mål nummer 50, hvorved han overhalede Sir Bobby Charlton

## Trænerkarriere

### Derby County
Efter at have været del af trænerstaben som spillede træner, så overtog Rooney rollen som cheftræner i november 2020, og trådte hermed ud af spillertruppen. I januar 2021 blev Rooney annonceret som den nye cheftræner. Efter Rooney overtog, så gik Derby på en god stime af kampe, som så dem for første gang i sæsonen komme over nedrykningsstregen. Denne form vendte sig dog, men det lykkedes akkurat Derby at overleve nedrykning, da de spillede uafgjort med Sheffield Wednesday på sæsonens sidste kampdag, som sikrede deres overlevelse med et enkelt point.
2021-22 blev dog ikke ligeså god for Derby, som på grund af finansielle problemer blev fratrukket ni point. De finansielle problemer betød, at der ikke var nogen investering i truppen, som bestod hovedsageligt af ungdomsspillere. Trods dette, så var resultaterne overraskende gode, men ikke gode nok, da Derby sluttede på 23. pladsen og rykkede ned. Hvis det ikke havde været for de fratrukket point, så havde Derby dog overlevet. Efter sæsonen annoncerede Rooney, at han stoppede hos klubben.

### D.C. United
Rooney blev i juli 2022 annonceret som den nye træner for D.C. United, da han vendte tilbage til klubben, som han spillede en halvanden sæson med som spiller. De lykkedes ikke Rooney, at kvalificere sig til slutspillet i sin tid hos klubben, og i oktober 2023 forlod han.

### Birmingham City
Rooney blev i oktober 2023 hyret som Birmingham Citys nye træner. Hans tid med klubben var dog ikke nogen succes, da han vandt bare to kampe ud af 15 mulige før han blev fyret i januar 2024.

### Plymouth Argyle
Rooney blev i maj 2024 hyret af Plymouth Argyle.

## Privatliv
Rooney mødte sin kone, Coleen Rooney (født McLoughlin), mens de begge gik i afsluttende klasse på gymnasiet. De giftede sig den 12. juni 2008 efter at have kommet sammen i seks år; i den periode blev Rooney også set opsøge prostitution i Liverpool i 2004.  "Jeg var ung og dum. Det var på et tidspunkt, hvor jeg var meget ung og umoden, og før jeg havde et fast forhold med Coleen." Han har en tatovering med ordene "Just Enough Education To Perform," ("lige netop nok uddannelse til at klare mig"), et citat fra en albumtitel af hans foretrukne band, Stereophonics; Coleen fik gruppen til at spille til deres bryllup.
I april 2006 blev han tildelt 1.720.000 kr. i erstatning fra formiddagsbladene The Sun og News of the World, der havde hævdet, at han havde overfaldet Coleen på en natklub. Rooney donerede pengene til velgørenhed. I 2010 fik Rooney-parret en søn, Kai Rooney.
Rooney-familien bor på en 45 millioner kroners-gård i landsbyen Prestbury, Cheshire, som blev bygget af et selskab ejet af Dawn Ward, hustru til den tidligere Sheffield United-angriber Ashley Ward. Han ejer også ejendomme i Port Charlotte, Florida. Mens Rooney var på husjagt i Cheshire efter underskrivelsen med Manchester United, fik han øje på et hus med et relief, der bar teksten "admiral Rodney," hvilket han misforstod som  "Admiral Rooney. " Han opfattede det efter opklaringen af misforståelsen alligevel som et positivt tegn for sit fremtidige hjem.
Rooney har en påtegningsaftale med Nike, Nokia, Ford, Asda, og Coca-Cola. Han er på fire UK-versioncovere af Electronic Arts' FIFA-serier fra 2005 til 2008.
Den 9. marts 2006 skrev Rooney under på den største sports-bog-aftale i forlagsvirksomheders historie med HarperCollins, som gav 50 millioner i forskud og garanterede udgivelse af mindst fem bøger over en tolvårig periode. Den første,My Story So Far (Min Historie Indtil Nu), er en selvbiografi skrevet af Hunter Davies; den blev offentliggjort efter VM 2006. Den næste,The Official Wayne Rooney Annual (Den Årlige Officielle Wayne Rooney), var rettet mod teenagemarkedet og redigeret af fodboldjournalisten Chris Hunt.
I juli 2006 gik Rooneys advokater til FN World Intellectual Property Organization for at opnå ejerskab af domænenavnene waynerooney.com og waynerooney.co.uk på internettet, som begge var blevet registreret af den walisiske skuespiller Huw Marshall i 2002. Tre måneder senere tildelte WIPO Rooney rettighederne til waynerooney.com.

### Paul Stretford kontrovers
I juli 2002, mens Rooney spillede for Everton, tilskyndede Paul Stretford Rooney og hans forældre til at lade spilleren indgå en otteårig kontrakt med Proactive Sports Management. Men Rooney havde allerede en aftale med en anden repræsentationsvirksomhed på det tidspunkt, mens Stretfords transaktion gik urapporteret til FA, og han blev således anklaget for upassende adfærd. Stretford hævdede i sin retssag i oktober 2004, at han hemmeligt havde registreret boksningsinitiativtageren John Hyland (en associerende agent til Rooneys første agent), og at to andre mænd havde truet og forsøgt at afpresse ham for ikke at frigive procenter af Rooneys indtjening.
Stretfords forklaring holdt ikke på grund af bevis for, at i modstrid til hans insisteren på, at han ikke havde skrevet under med Rooney den 9. juli 2008, blev han fundet skyldig i "Afgivelse af urigtige og/eller vildledende vidneudsagn til politiet, og at give urigtige og/eller vildledende vidneudsagn. " Derefter kom det frem, at den kontrakt, Stretford havde underskrevet med Rooney var to år længere end den grænse, der tillades af FA. Stretford blev idømt en bøde på 3.216.000 kr., og han fik forbud mod at arbejde som fodboldagent i atten måneder, en dom han straks appellerede.

## Statistikker
| Club              | sæson        | League | League | League  | Cup   | Cup | Cup     | League Cup | League Cup | League Cup | Europa | Europa | Europa  | Andre | Andre | Andre   | Total | Total | Total   |
| Club              | sæson        | Kampe  | Mål    | Assists | Kampe | Mål | Assists | Kampe      | Mål        | Assists    | Apps   | Mål    | Assists | Kampe | Mål   | Assists | Kampe | Mål   | Assists |
| ----------------- | ------------ | ------ | ------ | ------- | ----- | --- | ------- | ---------- | ---------- | ---------- | ------ | ------ | ------- | ----- | ----- | ------- | ----- | ----- | ------- |
| Everton           | 2002–03      | 33     | 6      | 4       | 1     | 0   | 0       | 3          | 2          | 0          | –      | –      | –       | –     | –     | –       | 37    | 8     | 4       |
| Everton           | 2003–04      | 34     | 9      | 3       | 3     | 0   | 0       | 3          | 0          | 0          | –      | –      | –       | –     | –     | –       | 40    | 9     | 3       |
| Everton           | Total        | 67     | 15     | 7       | 4     | 0   | 0       | 6          | 2          | 0          | –      | –      | –       | –     | –     | –       | 77    | 17    | 7       |
| Manchester United | 2004–05      | 29     | 11     | 4       | 6     | 3   | 0       | 2          | 0          | 0          | 6      | 3      | 0       | 0     | 0     | 0       | 43    | 17    | 4       |
| Manchester United | 2005–06      | 36     | 16     | 10      | 3     | 0   | 2       | 4          | 2          | 2          | 5      | 1      | 0       | 0     | 0     | 0       | 48    | 19    | 14      |
| Manchester United | 2006–07      | 35     | 14     | 11      | 7     | 5   | 3       | 1          | 0          | 0          | 12     | 4      | 0       | 0     | 0     | 0       | 55    | 23    | 14      |
| Manchester United | 2007–08      | 27     | 12     | 13      | 4     | 2   | 0       | 0          | 0          | 0          | 11     | 4      | 1       | 1     | 0     | 0       | 43    | 18    | 14      |
| Manchester United | 2008–09      | 30     | 12     | 7       | 2     | 1   | 1       | 1          | 0          | 0          | 13     | 4      | 4       | 3     | 3     | 0       | 49    | 20    | 12      |
| Manchester United | 2009–10      | 32     | 26     | 4       | 1     | 0   | 0       | 3          | 2          | 1          | 7      | 5      | 2       | 1     | 1     | 0       | 44    | 34    | 7       |
| Manchester United | 2010–11      | 28     | 11     | 11      | 2     | 1   | 0       | 0          | 0          | 0          | 9      | 4      | 2       | 1     | 0     | 0       | 40    | 16    | 13      |
| Manchester United | 2011–12      | 34     | 27     | 2       | 1     | 2   | 0       | 0          | 0          | 0          | 8      | 6      | 0       | 1     | 0     | 0       | 44    | 35    | 2       |
| Manchester United | 2012–13      | 2      | 0      | 0       | 0     | 0   | 0       | 0          | 0          | 0          | 0      | 0      | 0       | 0     | 0     | 0       | 2     | 0     | 0       |
| Total             | 253          | 129    | 62     | 26      | 14    | 6   | 11      | 4          | 3          | 71         | 31     | 11     | 7       | 4     | 0     | 368     | 182   | 82    |         |
| Career total      | Career total | 321    | 144    | 69      | 30    | 14  | 6       | 17         | 6          | 3          | 71     | 31     | 11      | 7     | 4     | 0       | 445   | 199   | 89      |

Statistikkerne er præcise til og med den 25. august 2012
Internationale mål
| #  | Dato               | Sted                | Modstander    | Stilling | Resultat | Konkurrence   |
| -- | ------------------ | ------------------- | ------------- | -------- | -------- | ------------- |
| 1  | 6. september 2003  | Skopje, Makedonien  | Makedonien    | 2–1      | Sejr     | EM 2004 Kval. |
| 2  | 10. september 2003 | Manchester, England | Liechtenstein | 2–0      | Sejr     | EM 2004 Kval. |
| 3  | 16. november 2003  | Manchester, England | Danmark       | 3–2      | Nederlag | Venskabs      |
| 4  | 5. juni 2004       | Manchester, England | Island        | 6–1      | Sejr     | Venskabs      |
| 5  | 5. juni 2004       | Manchester, England | Island        | 6–1      | Sejr     | Venskabs      |
| 6  | 17. juni 2004      | Coimbra, Portugal   | Schweiz       | 3–0      | Sejr     | EM 2004       |
| 7  | 17. juni 2004      | Coimbra, Portugal   | Schweiz       | 3–0      | Sejr     | EM 2004       |
| 8  | 21. juni 2004      | Lissabon, Portugal  | Kroatien      | 4–2      | Sejr     | EM 2004       |
| 9  | 21. juni 2004      | Lissabon, Portugal  | Kroatien      | 4–2      | Sejr     | EM 2004       |
| 10 | 17. august 2005    | København, Danmark  | Danmark       | 4–1      | Nederlag | Venskabs      |
| 11 | 12. november 2005  | Geneve, Schweiz     | Argentina     | 3–2      | Sejr     | Venskabs      |
| 12 | 15. november 2006  | Amsterdam, Holland  | Holland       | 1–1      | Uafgjort | Venskabs      |
| 13 | 13. oktober 2007   | London, England     | Estland       | 3–0      | Sejr     | EM 2008 Kval. |
| 14 | 17. oktober 2007   | Moskva, Rusland     | Rusland       | 2–1      | Nederlag | EM 2008 Kval. |
| 15 | 10. september 2008 | Zagreb, Kroatien    | Kroatien      | 4–1      | Sejr     | VM 2010 Kval. |
| 16 | 12. oktober 2008   | London, England     | Kasakhstan    | 5–1      | Sejr     | VM 2010 Kval. |
| 17 | 12. oktober 2008   | London, England     | Kasakhstan    | 5–1      | Sejr     | VM 2010 Kval. |
| 18 | 15. oktober 2008   | Minsk, Hviderusland | Hviderusland  | 3–1      | Sejr     | VM 2010 Kval. |
| 19 | 15. oktober 2008   | Minsk, Hviderusland | Hviderusland  | 3–1      | Sejr     | VM 2010 Kval. |

## Titler
Manchester United
- Premier League: 5 (2006-07, 2007-08, 2008-09, 2010-11, 2012-13)
- FA Cup: 1 (2015-16)
- EFL Cup: 3 (2005-06, 2009-10, 2016-17)
- FA Community Shield: 5 (2007, 2010, 2011, 2013, 2016)
- UEFA Champions League: 1 (2007-08)
- UEFA Europa League: 1 (2016-17)
- FIFA Club World Cup: 1 (2008)

Individuelt
- PFA Players' Player of the Year: 1 (2009-10)
- PFA Young Player of the Year: 2 (2004-05, 2005-06)
- PFA Fans' Player of the Year: 2 (2005-06, 2009-10)
- PFA Premier League Team of the Year: 3 (2005-06, 2009-10, 2011-12)
- Sir Matt Busby Player of the Year: 2 (2005-06, 2009-10)
- Golden Boy: 1 (2004)
- Europamesterskabet Turneringens hold: 1 (2004)
- Premier League Hall of Fame: 2022
- Premier League Player of the Season: 1 (2009-10)
- Englands herrelandshold Årets spiller: 4 (2008, 2009, 2014, 2015)
- FIFA FIFPro World XI: 1 (2011)
- MLS Årets hold: 1 (2018)
- D.C. United Årets spiller: 1 (2018)
- MLS All-Star: 1 (2019)

## Eksterne links
- Wikimedia Commons har flere filer relateret til Wayne Rooney
- Wayne Rooneys opslag i Munzinger Sportsarchiv (tysk)
- Wayne Rooneys spillerprofil hos FIFA (engelsk)
- Wayne Rooneys spillerprofil hos UEFA (engelsk)
- Wayne Rooneys spillerprofil hos Major League Soccer (engelsk)
- Wayne Rooneys profil hos L’Équipe (fransk)
- Wayne Rooneys profil hos EU-football.info (engelsk)
- Wayne Rooneys spillerprofil på Transfermarkt (engelsk)
- Wayne Rooneys trænerprofil på Transfermarkt (engelsk)
- Wayne Rooneys spillerprofil på national-football-teams.com (engelsk)
- Wayne Rooneys profil på WorldFootball.net (engelsk)
- Wayne Rooneys Officielle Hjemmeside hos WayneRooney.com (engelsk)
- Profil af Wayne Rooney hos ManUtd.com (engelsk)
- Fakta om Wayne Rooneyhos TheFA.com Arkiveret 6. december 2008 hos  Wayback Machine (engelsk)

| Priser                    | Priser                                             | Priser                           |
| ------------------------- | -------------------------------------------------- | -------------------------------- |
| Foregående: Scott Parker  | PFA Young Player of the Year 2005, 2006            | Efterfølgende: Cristiano Ronaldo |
| Foregående: Ingen         | FIFPro Young Player of the Year 2005               | Efterfølgende: Lionel Messi      |
| Foregående: Frank Lampard | PFA Fans' Player of the Year (Premier League) 2006 | Efterfølgende: Cristiano Ronaldo |